# ジフィ
ジフィ（英語: Jiffy）は、不特定の非常に短い期間を意味する英語の単語である。“I will be back in a jiffy.” は「すぐに戻って来る」という意味である。
この言葉が最初に使われたのは1785年である。言葉の由来は不明であるが、泥棒の隠語で「雷」を意味する言葉であるとみられている。

## 時間の単位
ここから転じて、複数の分野で非常に短い時間を表す時間の単位として使用されている。
ジフィの初期の技術的使用法は、ギルバート・ルイス（1875年 - 1946年）によって定義されている。彼は真空中で光が1センチメートル進むのにかかる時間（約33.3564ピコ秒）をジフィという時間の単位とすることを提案した。以来、研究の分野に応じて異なる値の「ジフィ」が定義されている。

## 使用例

### 電子工学
電子工学では、交流電源の1周期の時間をジフィとする。ほとんどの商用電源では1/60秒または1/50秒である。

### コンピューティング
コンピューティングでは、システムクロックの割り込みの2つのティックの間の時間をジフィとする。特定のハードウェアプラットフォームのクロック割り込み周波数に依存するため、絶対的な時間単位ではない。
コモドール64や多くのゲーム機のような、テレビを表示装置として使用する初期のマイクロコンピュータシステムでは、一般に、システム割り込みタイマをテレビの標準の垂直周波数と同期させていた。NTSCでは59.94Hz、ほとんどのPALでは50.0Hzである。
Linuxにおけるジフィの値は、Linuxバージョンやプラットフォームによって、約1ms〜10msの間で異なる。ジャーゴンファイルでは、10msが一般的なジフィの標準として報告されている。
コンピュータアニメーションにおいて、ジフィという言葉は、1/100秒（10 ms）のジフィで指定された個々のフレーム間の遅延間隔によって再生速度を定義するものとして使用されることがある。Autodesk Animatorの.FLIシーケンスでは1つのグローバルフレーム周波数設定であり、アニメーションGIFイメージでは、各フレームが個別に定義された1/100秒単位の表示時間を持っている。

### 物理学
真空中の光速度は、距離と時間との間に都合の良い普遍的な関係を提供するので、物理学（特に量子物理学）や化学では、光が特定の距離を移動するのにかかる時間がジフィと定義される。天体物理学と量子物理学では、エドワード・R・ハリソンが定義したように、光が1フェムトメートル（およそ核子の大きさ）を移動するのに要する時間をジフィと定義する。1フェムトメートルは1×10−15 mなので、ジフィは約3×10−24秒である。また、非公式に、光が1フィートを移動するのにかかる時間が約1ナノ秒なので、これを"light-foot"（光フィート）と定義している。
ある著者は、プランク時間（5.4×10−44秒）、すなわち、光がプランク長を移動するのにかかる時間を表すのにジフィという言葉を用いている。